# パッタダカル
座標: 北緯15度50分58秒 東経75度48分57秒 / 北緯15.8494度 東経75.8159度
パッタダカル（Pattadakal、カンナダ語：ಪಟ್ಟದಕಲ್）は、インドのカルナータカ州北部に立地する町。チャールキヤ朝（前期）の首都バーダーミの北東12キロメートル、マラプラバー川西岸に立地する。旧名はケスヴォララ。

## 「戴冠の都」パッタダカル

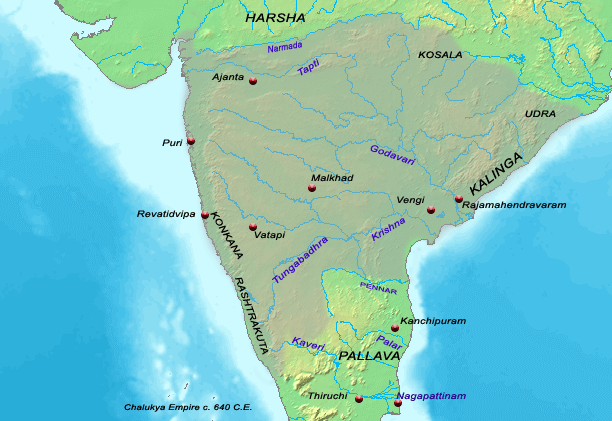
前期チャールキヤ朝の最大版図（7世紀）

チャールキヤ朝の首都はバーダーミ（旧名は、ヴァーダーピVādāpī ）であったが、王族は「戴冠の都」としてパッタダカルを愛し、6世紀から8世紀にかけてはチャールキヤ朝第2ないし第3の都市として繁栄した。当初は宗教的に重要な地ではない単なる村落であったが、チャールキヤ朝の王室がこの地に他よりも寺院建立をさかんに行うようになった。
奇跡的に破壊を免れたパッタダカルの遺跡群は「寺院都市」の典型を示し、また、南インド様式と北インド様式の寺院が混在することでも知られている。寺院のシカラ（塔）について、南インド型と北インド型の2つの基本的な型が一つの地にみられるのは、パッタダカル以外ではバーダーミ近郊のマハークティのみであり、きわめて特徴的である。
パッタダカルの寺院群は、1987年、「パッタダカルの建造物群」として、国際連合教育科学文化機関（ユネスコ）世界遺産の文化遺産に登録された。

## パッタダカルの寺院群
6世紀から8世紀にかけてのヒンドゥー教建築は、階段状ないしピラミッド形をした南部の様式と砲弾形ないしトウモロコシ形をした北部の様式が混在し、現在、9寺院が残っており、すべて東に向かって建てられている。また、すべて宇宙の破壊と創造を司るシヴァ神を祀ったものであり、遺跡では寺院が北から南にかけてほぼ年代順に並んでいる。
7代目の王、ヴィジャヤーディティヤ（在位:696年 - 733年）の時代に建てられた寺院がサンガメーシュヴァラ寺院である。リンガを祀っており、屋根を階段状に水平に積み上げる南部様式の寺院である。
8代目の王、ヴィクラマーディティヤ2世（在位:733/4年 - 744/5年）は、インド半島南東部のタミル人王朝パッラヴァ朝の建築文化が高水準であることに感銘を受け、建築家グンダを招聘して南インドの王領各地から石工や彫刻家たちを多数招いてパッタダカルに多くのヒンドゥー寺院を建設した。この王には、2人の姉妹の妃がおり、姉が建てたローケーシュヴァラ寺院はヴィルーパークシャ寺院に、妹の建てたトゥライローケーシュヴァラ寺院はマリカールジュナ寺院に、それぞれ碑文によって比定されており、このことは建築様式の面からも確かめられている。また、姉の建てた寺院の方が妹の寺院よりも古いことが判明している。
サンガメーシュヴァラ寺院を含む、これら3寺院はいずれもリンガを祀っており、建立者の名にシヴァを意味するイーシュヴァラの語を付して呼称される。寺院に建立者の名を付するのは、比較的一般的なことであったものと考えられる。

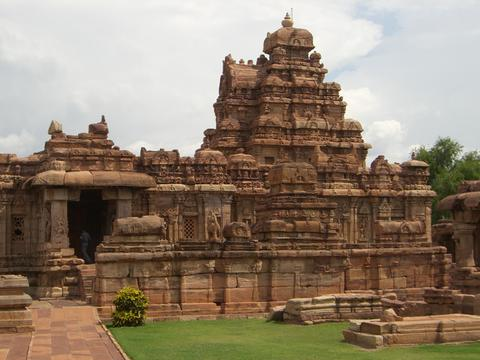
ヴィルーパークシャ寺院
----
ヴィマーナの手前に列柱廊に囲まれたマンダパ（拝堂）があり、その三方に入口のポーチが設けられている（画面左側）

なかでも、パッタダカルで最大規模をほこるヴィルーパークシャ寺院は 8世紀にパッラヴァ朝との戦いに勝利して凱旋したヴィクラマーディティヤ2世の栄光を記念するため、王妃ローカ・マハーデーヴィの命で造営され、グンダが設計を担当した寺院である。当時は、上述のとおり王妃の名よりローケーシュヴァラ寺院と呼ばれた。石でできた壮大な寺院の壁には、悪魔を退散させる無数のシヴァ神像が彫刻されており、3段構造のヴィマーナ（本堂）が戦勝を記念して寺院群の中にそびえる。寺院正面にはシヴァ神に仕える牡牛ナンディンの像がある。
マリカールジュナ寺院はヴィルーパークシャ寺院をやや小規模にしたもので、やはり王の戦勝記念に妹の第2王妃が造営したといわれている。いずれも屋根は、水平層を階段状に積み重ねる形式になっている。王妃たちが建てた寺院は、パッラヴァ朝のカーンチプラムの寺院群の影響を強く受けた南部の様式によって建てられ、ともにカーンチのカイラーサナータ寺院の影響がみてとれる。これら南部様式の寺院は、のちのラーシュトラクータ朝期につくられたエローラ第16窟のカイラーサナータ寺院にも影響を与えたことで知られる。

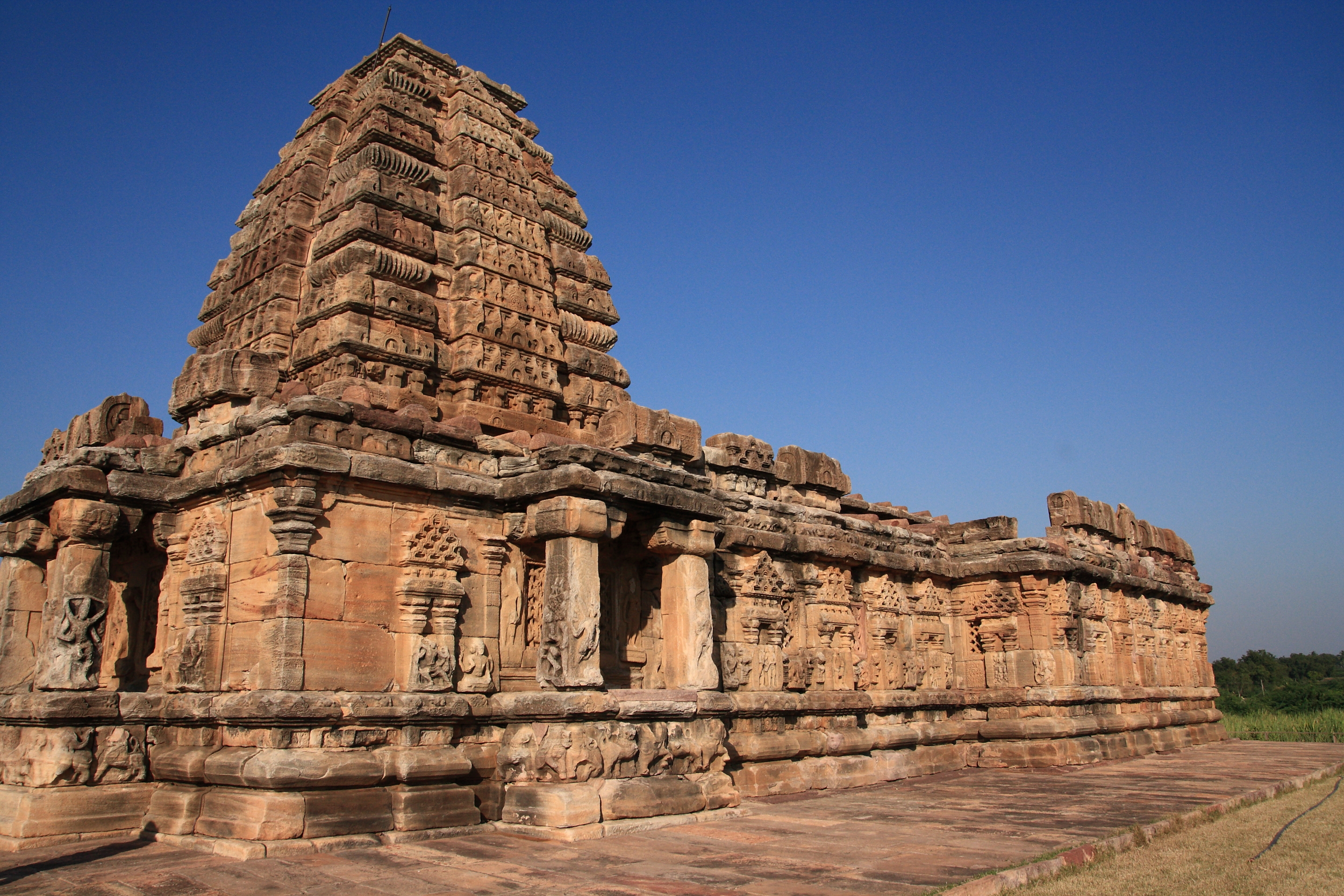
パーパナータ寺院
----
寺院群と離れたところに単独で立地する。北インドの様式。

北インドの様式に属する寺院には、ガラガナータ寺院、カーシーヴィシュワナータ寺院、ジャンブリンガ寺院、カダシッデーシュワラ寺院があり、のちの北インド様式に特徴的なシカラに似た塔をともなう。これらは、上述の3寺院と隣接して建てられている。
これらとは離れた場所に単独で建てられたのが、パーパナータ寺院であり、北インドの様式に属する。この寺院は、工匠たちによって、柱や天井、壁面いっぱいに『マハーバーラタ』や『ラーマーヤナ』などの題材が彫られていることで知られる。天井に彫刻を施したのは前期チャールキヤ朝の建築が初例である。
北部様式の諸寺院を比較すると、パーパナータ寺院では建築の大きさに比較してシカラが貧弱であるのに対し、他の寺院では大きなシカラが強調されており、とりわけカーシーヴィシュワナータ寺院のシカラはたいへん立派なものである。北部様式の諸寺院もまた、いずれも8世紀の建築である。

パッタダカル寺院群

他に南北両様式混在の寺院もあり、このことは、まだ両様式が完全には確立、分化しておらず、また、チャールキヤ朝歴代の王がインド各地から工匠を集めていたことを意味しているとされる。755年、この地方を約2世紀にわたって支配してきたチャールキヤ朝も、自らの封臣であったラーシュトラクータ朝によって滅ぼされてしまった。それはパッタダカルに続々とヒンドゥー寺院が建設されたわずか10年後のことであった。

## 世界遺産

### 登録基準
この世界遺産は世界遺産登録基準のうち、以下の条件を満たし、登録された（以下の基準は世界遺産センター公表の登録基準からの翻訳、引用である）。
- (3) 現存するまたは消滅した文化的伝統または文明の、唯一のまたは少なくとも稀な証拠。
- (4) 人類の歴史上重要な時代を例証する建築様式、建築物群、技術の集積または景観の優れた例。

## アクセス
- ムンバイ南東約460キロメートルに立地する。
- ムンバイからショラープルへ行き、列車を乗り継ぐとバーダーミに到着する。バーダーミの東約30キロメートルに所在し、周辺には石灰石の岩山や渓谷、浸食による風変わりな岩壁の風景がある。